# Fass (Einheit)
Das Maß Fass war sehr unterschiedlich in seiner Größe als Volumenmaß. Die Flüssigkeiten und die Region der Geltung bestimmten die Litermengen. Flüssigkeiten, wie Bier, Wein, Öl und Branntwein waren eine Unterscheidungsgröße. Beim Wein unterschied man oft nach dem Reifegrad (Trester, Most oder Wein). Fass konnte auch ein Stückmaß sein.

## Bier
- Braunschweig 1 Fass = 4 Tonnen = 108 Stübchen = 432 Quartier = 864 Nösel = 5003 ¾ Pariser Kubikzoll = 99 3/20 Liter
  - Mumme 1 Fass = 100 Stübchen = 400 Quartier = 800 Nösel = 4633 Pariser Kubikzoll = 91 4/5 Liter
- Dresden 1 Fass = 2 Viertel = 4 Tonnen = 7 Schock Kannen = 280 Visierkannen = 420 Kannen (Dresden) = 19.824 Pariser Kubikzoll = 392 ⅔ Liter
  - 24 Fass = 1 Gebräude
  - 2 Fass = 1 Kufe
- Leipzig 1 Fass = 2 Viertel = 4 Tonnen = 300 Kannen (Leipzig) = 18210 Pariser Kubikzoll = 360 4/5 Liter
  - 16 Fass = 1 Gebräude
- Lübeck 1 Fass = 42 Stübchen = 84 Kannen (Lübeck) = 168 Quartier = 7675 Pariser Kubikzoll = 152 Liter
- Magdeburg hatte zwei verschiedene Fass-Maße, ein kurzes und ein langes Fass. Ein Langfass hat zwei Kurzfass.
  - 1 Fass (lang) = 4 Tonnen = 16 Achtel = 400 Quart = 23.089 Pariser Kubikzoll = 458 Liter
- München 1 Fass = 25 Eimer = 1600 Maß = 86.227 ½ Pariser Kubikzoll = 1708 4/5 Liter
- Preußen (nach 1816) 1 Fass = 2 Biertonnen = 200 Quart
  - 1 Quart ≈ 1,145 Liter

## Branntwein
- Berlin 1 Fass = 200 Quart = 11.545 Pariser Kubikzoll = 229 Liter
- Lübeck 1 Fass = 30 Viertel = 60 Stübchen = 120 Kannen (Lübeck) = 240 Quartier = 10.950 Pariser Kubikzoll 217 Liter
- Quedlinburg 1 Fass = 3 Eimer = 180 Quart = 60 Stübchen = 240 Maß = 480 Nösel = 10.389 ¾ Pariser Kubikzoll = 205 ⅔ Liter

## Getreide
- Aachen (vor preuß. Massen) 1 Fass = 1245 ¾ Pariser Kubikzoll = 24 ⅔ Liter
  - 1 Malter = 6 Fass
- Köln 1 Fass = 2 Sömmer/Simmer= 8 Viertel = 1809 Pariser Kubikzoll 
  - 1 Malter = 4 Fass
- Düsseldorf 1 Fass = 340 Pariser Kubikzoll = 6 ¾ Liter
- Hamburg 1 Fass = 2 Himpten = 8 Spint = 32 Maß (groß) = 64 Maß (klein) =2656 Pariser Kubikzoll = 6 ⅝ Liter
  - Ausnahme vom Maß bei Weizen, Roggen, Erbsen 1 Fass = ½ Scheffel
  - Ausnahme vom Maß bei Gerste, Hafer 3 Fass = 1 Scheffel, aber 30 Fass = 1 Winspel
  - 60 Fass = 1 Last
- Lübeck 1 Fass (Weizen, Roggen) 421 Pariser Kubikzoll = 8 ⅓ Liter 
  - 4 Fass = 1 Scheffel
  - 16 Fass = 1 Tonne
  - 48 Fass = 1 Drömt
  - 384 Fass = 1 Last
  - 1 Fass (Hafer) = 499 ½ Pariser Kubikzoll = 9 9/10 Liter
- Quedlinburg 1 Fass = 1 Tubben (Mehl) = 1385 Pariser Kubikzoll = 27 4/9 Liter
- Mecklenburg 1 Fass (Hafer) = 4 Metzen/Splint = 552 ¼ Pariser Kubikzoll = 10 19/20 Liter
  - 1 Fass (Getreide ohne Hafer) = 4 Metzen/Splint = 490 Pariser Kubikzoll = 9 ¾ Liter
  - 4 Fass = 1 Scheffel
  - 16 Fass = 1 Tonne
  - 48 Fass = 1 Drömt
  - 384 Fass = 1 Last

## Wein
- Dänemark 1 Fass = 2 Pipen = 4 Oxhoft = 6 Tierzen = 24 Anker = 930 Pott/Krüge = 45.291 Pariser Kubikzoll = 897 ½ Liter
- Schweiz Kanton Freiburg 1 Fass = 16 Brenten = 400 Mass = 1600 Schoppen = 31.496 Pariser Kubikzoll = 624 Liter
- Hamburg 1 Fass = 4 Oxhoft = 6 Tierzen = 45.988 ⅓ Pariser Kubikzoll = 911 3/10 Liter
- Leipzig 1 Fass = 5 Eimer = 10 Ahm = 315 Kannen (Leipzig) = 630 Nösel = 2520 Quartier = 19.120 ½ Pariser Kubikzoll = 378 9/10 Liter
- Prag 1 Fass (böhmisch) = 4 Eimer = 128 Pinten = 512 Seidel = 12320 Pariser Kubikzoll = 244 3/23 Liter
- Ungarn 1 Fass = 2 ⅔ Eimer (Pressburg) = 176 Icze = 7395 ¼ Pariser Kubikzoll = 146 9/10 Liter
- Wien 1 Fass = 10 Eimer = 400 Maß = 29.247 Pariser Kubikzoll = 580 Liter

## Kohlen
- Trier 1 Fass = 7 33/40 Pariser Kubikzoll = 0,263 Kubikmeter

## Bleche
- 1 Fass = 450 Bleche 
  - Ausnahme Hamburg 1 Fass = 300 Bleche

## Tuchmaß
- Ulm 1 Fass Golschen = 30 Stück Tuch (mit je 72 Ellen)